# Южный Парк: Не предназначено для просмотра детьми
«Южный Парк: Не предназначено для просмотра детьми» (англ. South Park (Not Suitable for Children), дословно — «Южный Парк (Не подходит для детей)») — спецвыпуск американского анимационного комедийного ситкома телеканала Comedy Central «Южный Парк». Режиссёром и автором сценария выступил Трей Паркер. Спецвыпуск является шестым из 14 запланированных спешлов сериала для стримингового сервиса Paramount+. Премьера состоялась 20 декабря 2023 года.

## Сюжет
Эрик Картман начинает свой день с бутылки энергетического напитка Cred. ПК Директор и Директриса Виктория обсуждают, как инфлюэнсеры продают этот напиток детям, в это время Мистер Макки сообщает им, что учитель рисования был замечен за публикацией видео на OnlyFans. На родительском собрании родители возмущены, утверждая, что их дети смогут смотреть видео учителя. Когда отец Клайда Донована Роджер и мачеха Дженис пытаются объяснить ему ситуацию, Клайд возражает, что его школьная жизнь ужасна, потому что у него нет никакого Cred’a, хотя в школе он утверждал, что пьет Cred. Клайд смотрит видео, на котором его любимый инфлюэнсер Логан ЛеДуш пытается повысить его уверенность в себе, но Логан просто продвигает Cred, что очень разозлило Клайда. Картман, Твик Твик и Баттерс Стотч приглашают Клайда в свою аффинити-группу для любителей выпить Cred. Клайд покупает пустую бутылку Cred, которую наполняет яблочным соком, но вся группа сторонится его, когда обнаруживается поддельный Cred. Клайд, Баттерс, Твик и Картман отправляются в CVS Pharmacy в Пуэбло, Колорадо, чтобы приобрести Супер-Cred ограниченной серии, но толпа детей устраивает бунт. Клайд понимает, что всей группой манипулировали инфлюэнсеры, и группа соглашаются найти Логана, который объясняет детям, что высшая сила использует его для влияния на людей. Когда он собирается раскрыть своего истинного спонсора, его убивают.
Тем временем Рэнди Марш начинает снимать видео для OnlyFans, позируя обнаженным ниже пояса, но Шэрон это не одобряет. Когда у Рэнди не получается привлечь подписчиков, Шэрон бросает вызов, утверждая, что она может создать страницу лучше, чем Рэнди. Она добивается успеха, создавая обычную порнографическую страницу. Рэнди обращается в службу поддержки OnlyFans за советами по улучшению своей страницы, ему советуют добавить актуальные темы на свой канал. Когда он начинает использовать Cred в своих видео, у него начинают появляться подписчики. Шэрон беспокоится, что просмотры приходят от несовершеннолетних, но Рэнди отказывается останавливаться. Рэнди посещает агентство для инфлюэнсеров, где ему объясняют, как различные спонсоры соревнуются друг с другом, чтобы инфлюэнсеры продвигали их продукты. Агент отправляет Рэнди на аукцион, где инфлюэнсеры продаются тому, кто больше заплатит. Во время аукциона сотрудники ФБР арестовывают Рэнди. Рэнди отказывается сотрудничать с ФБР, но когда ФБР показывает ему порнографические изображения шахтеров, он соглашается.
ФБР открывает огонь по убийце с крыши, который оказывается аукционистом, в то время как настоящие инфлюэнсеры остаются в тени. Все возвращаются в Южный Парк, и дети видят, как Рэнди выбрасывает бутылки Cred. Рэнди объясняет, что дети в социальных сетях всегда становятся мишенью и что они должны знать, кто пытается оказать на них влияние. Клайд возвращается домой и обвиняет Дженис в том, что она тайно пытается управлять его жизнью. Она признается, что хотела понять мнение Клайда, чтобы они могли узнать друг друга лучше. Картман, Баттерс и Твик возвращаются в школу с бутылками Cred, выпущенными ограниченным тиражом, подаренными им Рэнди, и когда они дарят бутылку Клайду, другие школьники радуются.

## Производство
5 августа 2021 года стало известно, что Трей Паркер и Мэтт Стоун подписали сделку на 900 миллионов долларов о продлении сериала до 30-го сезона и создании 14 полнометражных фильмов, эксклюзивных для Paramount+. Было подтверждено, что они будут выпускаться по два фильма в год.

## Отзывы и критика
Кей Смайт из The Daily Caller назвала эпизод «одной из лучших вещей, когда-либо созданных в истории развлечений. Когда-либо» и отметила сходство между персонажем Логаном ЛеДушем и Логаном Полом, так же, как и напитка Cred с напитком Пола Prime. Она заявила: «Когда я смотрела этот эпизод, у меня в животе образовался узел. Может ли быть так, что „Южный Парк“ на самом деле больше говорит о том, как защитить наших детей от безумия современности, чем буквально все остальные? ДА. ДА.».
Джон Шварц из Bubbleblabber оценил эпизод на 9,5 баллов из 10, заявив, что, хотя он сомневается в общем влиянии инфлюэнсеров, «я мог услышать аргументы о том, как не выдуманные программы и журналы, на которые влияют рекламодатели, могут помочь подтолкнуть умы тех, кто необразован и незрел в понимании основных принципов медиа». Он подвел итог своей рецензии, заявив: «Если вы ищете раннее рождественское угощение от лучшего анимационного ситкома для взрослых всех времен, то это то, что вам нужно».
Кэтал Ганнинг из Screen Rant отметил, что главные герои «Южного Парка», по-видимому, изменились с четырёх главных мальчиков (Кайла, Стэна, Кенни и Эрика) на Рэнди Марша, но этот эпизод повредил характеру Рэнди. Ганнинг заявил в своей рецензии: «В то время как сосредоточение на судьбе Клайда в „Неподходящих для детей“ сработало хорошо, подсюжет спецвыпуска оставлял ощущение, что ему место совсем в другом шоу. История об отце Стэна, создающем аккаунт OnlyFans, не очень сочеталась с основным повествованием, так как Стэн почти не фигурировал в спецвыпуске, так что подзаголовок Рэнди едва ли был связан с основной историей. К сожалению, это не первый раз, когда „Южный Парк“ сталкивается именно с этой проблемой в своих полнометражных спецвыпусках».